# Eois olivaria
Eois olivaria är en fjärilsart som beskrevs av William Schaus 1901. Eois olivaria ingår i släktet Eois och familjen mätare. Inga underarter finns listade i Catalogue of Life.